# Eupsophus vertebralis
Espèce
Statut de conservation UICN

 LC  : Préoccupation mineure
Eupsophus vertebralis est une espèce d'amphibiens de la famille des Alsodidae.

## Répartition
Cette espèce se rencontre entre 50 et 1 000 m d'altitude :
- au Chili dans la région des Lacs entre le 40°S et le 44°S,
- en Argentine à Puerto Blest dans le département de Bariloche dans la province de Río Negro.

## Publication originale
- Grandison, 1961 : Chilean species of the genus Eupsophus (Anura, Leptodactylidae). Bulletin of the British Museum (Natural History), Zoology, vol. 8, p. 111-149 (texte intégral).